# Wolfgang Condrus
Wolfgang Condrus (* 11. Februar 1941 in Berlin-Schöneberg; gebürtig Wolfgang Breuer) ist ein deutscher Film- und Theaterschauspieler sowie Synchron-, Hörspielsprecher und Hörbuchinterpret. Seine Stimme ist vor allem durch zahlreiche Synchronisationen der Schauspieler Malcolm McDowell, Ed Harris, Jeff Daniels, Mark Harmon, Sam Neill und Hugo Weaving bekannt. In der Kategorie „Herausragende männliche Synchronarbeit“ erhielt Condrus im Jahr 2006 den Deutschen Preis für Synchron als deutsche Stimme von Choi Min-sik in der südkoreanischen Kinoproduktion Oldboy.

## Leben und Wirken

### Theater, Film und Fernsehen
Der Sohn des Schauspielerehepaars Siegfried Breuer (1906–1954) und Lia Condrus (1919–1997) trat bereits in früher Jugend als Kinderdarsteller am Theater auf, 1952 an der Berliner Komödie und 1955 am Schlossparktheater neben Bernhard Minetti. Überdies wirkte er in mehreren Film- und Fernsehproduktionen mit, darunter als Günter in Briefträger Müller (1953) an der Seite von Heinz Rühmann, als Gustav mit der Hupe in Emil und die Detektive (1954) und als Page in Charleys Tante (1956). In Kalle wird Bürgermeister übernahm er 1956 die Titelrolle.
Nach dem Abitur absolvierte Condrus eine Schauspielausbildung an den Staatlichen Schauspielbühnen Berlin und war danach von 1960 bis 1966 dort engagiert. Er trat während dieser Zeit u. a. in der Shakespeare-Komödie Wie es euch gefällt, in Frühlings Erwachen von Frank Wedekind sowie in Goethes Faust II auf. 1967 war Condrus an der deutschsprachigen Erstaufführung von Peter Weiss’ Gesang vom Lusitanischen Popanz an der Schaubühne am Halleschen Ufer beteiligt.
Als freischaffender Schauspieler gastierte er danach an zahlreichen Theaterbühnen, so unter anderem in Berlin am Hansa-Theater in Lessings Minna von Barnhelm (1980), an der Freien Volksbühne und am Theater am Kurfürstendamm sowie an der Komödie im Marquardt in Stuttgart. Er verkörperte Dromio in Shakespeares Die Komödie der Irrungen und Stephan Fjodorow in Die Gerechten von Albert Camus. Nach verschiedenen Filmengagements in den 1960er und 1970er Jahren, unter anderem in der Neuverfilmung Die Feuerzangenbowle, agierte Condrus ab Beginn der 1980er Jahre nur noch sporadisch vor der Kamera und verlagerte seinen beruflichen Schwerpunkt auf die Filmsynchronisation.

### Synchronisation
Seit Der Grenzwolf (1980) wird Wolfgang Condrus bis auf wenige Ausnahmen für die Synchronisation von Ed Harris eingesetzt, seit The Purple Rose of Cairo (1985) auch für Jeff Daniels. Zudem ist er seit Das fliegende Auge (1983) wiederkehrend als deutsche Stimme von Malcolm McDowell und seit Das Piano (1993) von Sam Neill zu hören, so in Jurassic Park (1993) und auch in Der Pferdeflüsterer (1998).
Zu einer Auswahl weiterer Besetzungen gehören Michael Palin in der britischen Mittelalter-Parodie Jabberwocky (1977), Keith Carradine in der Literaturverfilmung Die Duellisten (1977), Robin Williams in der Tragikomödie Garp und wie er die Welt sah (1982), Harvey Keitel im italienischen Thriller Copkiller (1983), Daniel Auteuil im französischen Historienfilm Die Bartholomäusnacht (1994) und Hugo Weaving in der Fantasy-Filmtrilogie Der Herr der Ringe (2000er Jahre).
Bekannte Seriensynchronrollen übernahm Condrus zudem mit Dack Rambo als Jack Ewing in Dallas (1985–1987), Jan-Michael Vincent als Stringfellow Huckleberry Hawke in Airwolf (1986–1988), Mark Harmon als Special Agent Leroy Jethro Gibbs in Navy CIS (2003–2021), Malcolm McDowell als Mr. Linderman in Heroes (2007), Tzi Ma als Cheng Zi in 24 (2006–2008) und Robert John Burke als Bart Bass in Gossip Girl (2009).

### Hörproduktionen
Neben seiner Synchrontätigkeit wirkte Condrus auch an zahlreichen Hörspielproduktionen mit, darunter für den Hörfunk in Letzte Botschaft aus Lagos mit Elisabeth Trissenaar und Gerd Wameling (WDR/HR, 1986), Flüchtige Bekanntschaft (RB, 1990) neben Wolfgang Kaven und Marlies Engel, Sunrise Club (WDR, 1992) neben Manuela Alphons und Matthias Ponnier, und ferner für kommerzielle Tonträger wie 12 Uhr Majakowski Platz von Sergej Ustinow (2000), Der Himmel von Hollywood von Leon de Winter (2001), Das Weihnachtsgeheimnis von Jostein Gaarder (2009) sowie Die drei Fragezeichen – Folge 102 „Doppelte Täuschung“ (2002) und Folge 150 „Geisterbucht“ (2011). Außerdem in zahlreichen Folgen der Radio-Hörspielreihe Die Denkmaschine von Michael Koser – erstmals 1979 (Folge 3), zuletzt 2002 (Folge 77).
In der vom Maritim-Verlag publizierten Hörspielserie NYPDead – Medical Report hat Condrus seit 2008 die Hauptrolle inne, im gleichen Jahr wurde er zudem für die aus gleichem Hause stammende Hörspielreihe Top Secret engagiert. Als Hörbuchinterpret vertonte Condrus unter anderem Die Tulpe des Bösen von Jörg Kastner (2008), Die Kathedrale des Meeres von Ildefonso Falcones (2009) und die ungekürzte Lesung Robinson Crusoe von Daniel Defoe bei Audible (2009).

## Familiärer Hintergrund
Wolfgang Condrus ist der Bruder des Schauspielers Siegfried Breuer jr. und Enkel des Opernsängers Hans Breuer. Seine Neffen sind die Schauspieler und Synchronsprecher Jacques und Pascal Breuer.

## Filmografie (Auswahl)

### Schauspieler

#### Serien
- 1958: Stahlnetz: Die blaue Mütze
- 1961: Stahlnetz: In der Nacht zum Dienstag ...
- 1963: Hafenpolizei – Die Ausbrecher
- 1968: Der Staudamm (13 Folgen)
- 1972: Sonderdezernat K1 – Mord im Dreivierteltakt
- 1973: Lokaltermin – Der Punkt auf dem i
- 1974: Unter einem Dach – Ein rätselhafter Fall
- 1976: Unter einem Dach – Falschgeld
- 1979: PS
- 1983: Mandara (7 Folgen)
- 1989: Praxis Bülowbogen – Entthronungen
- 1994: Praxis Bülowbogen – Besser spät als gar nicht
- 1996: Im Namen des Gesetzes – Fassadenschwindel: Teil 1
- 2000: Die Cleveren – Killer im Netz

#### Spielfilme
- 1952: Postlagernd Turteltaube
- 1953: Von Liebe reden wir später
- 1953: Hab’ Sonne im Herzen
- 1953: Weihnachten bei Buchholzens
- 1953: Briefträger Müller
- 1954: Raub der Sabinerinnen
- 1954: Hänsel und Gretel
- 1954: Emil und die Detektive
- 1955: Ein Herz bleibt allein
- 1956: Kalle wird Bürgermeister
- 1956: Charleys Tante
- 1957: Robinson soll nicht sterben
- 1961: Die Pariser Komödie
- 1962: Der fünfzigste Geburtstag
- 1963: Mauern
- 1964: Campingplatz
- 1966: Bei Pfeiffers ist Ball
- 1967: Im Ballhaus ist Musike
- 1967: Selbstbedienung
- 1968: Im Ballhaus wird geschwoft
- 1969: Der Versager
- 1969: Klassenkeile
- 1970: Der Pfarrer von St. Pauli
- 1970: Die Wesenacks
- 1970: Die Feuerzangenbowle
- 1971: Die Blume von Hawaii
- 1976: Die neuen Leiden des jungen W.
- 1977: Gruppenbild mit Dame
- 1979: Holger wohnt im Zoo
- 1979: Ein Kapitel für sich (Dreiteiler)
- 1981: Mauerbande
- 1983: Ediths Tagebuch
- 1994: Das Muster

### Synchronsprecher
Malcolm McDowell
- 1983: Das fliegende Auge als F. E. Cochrane
- 1992: The Player als Malcolm McDowell
- 1994: Star Trek: Treffen der Generationen als Dr. Tolian Soran
- 1995: Tank Girl als Kesslee
- 2000: Gangster No. 1 als Gangster 55
- 2001: The Barber – Das Geheimnis von Revelstoke als Dexter Miles
- 2001: The Void – Experiment außer Kontrolle als Dr. Thomas Abernathy
- 2002: Zwischen Fremden als Alan Baxter
- 2003: The Company – Das Ensemble als Alberto Antonelli
- 2003: Tempo als Walter Shrenger
- 2006: Monk (Fernsehserie) als Julian Hodge (Folge 4x10 „Mr. Monk betritt die Modewelt“)
- 2006: King Tut – Der Fluch des Pharao als Nathan Cairns
- 2007: Halloween als Dr. Sam Loomis
- 2009: Halloween II als Dr. Sam Loomis
- 2009: Suck – Bis(s) zum Erfolg als Eddie Van Helsing
- 2010: The Book of Eli als Lombardi
- 2010: Einfach zu haben als Direktor Gibbons
- 2010–2013: The Mentalist (Fernsehserie) als Bret Stiles
- 2012: Silent Hill: Revelation als Leonard Wolf
- 2012: Vamps – Dating mit Biss als Vlad Tepish
- 2014–2015: Franklin & Bash (Fernsehserie) als Stanton Infeld
- 2014: Professor Love als Gordon Haig (Synchro 2016)
- 2016: 31 als Pater Murder
- 2020: Bombshell – Das Ende des Schweigens als Rupert Murdoch
- 2020: The Big Ugly als Harris
- 2020: Truth Seekers (Fernsehserie) als Richard

Jeff Daniels
- 1987: Radio Days als Biff Baxter
- 1988: Das Haus in der Carroll Street als Cochran
- 1991: Der Mann ihrer Träume als Dr. Alex Tremor
- 1994: Speed als Det. Harold „Harry“ Temple
- 1997: 101 Dalmatiner als Roger
- 1998: Pleasantville – Zu schön, um wahr zu sein als Bill Johnson
- 1999: Der Onkel vom Mars als Tim O’Hara
- 2000: The Crossing – Die entscheidende Schlacht als George Washington
- 2002: Blood Work als Jasper „Buddy“ Noone
- 2005: Imaginary Heroes als Ben Travis
- 2005: Winn-Dixie – Mein zotteliger Freund als Prediger
- 2006: Good Night, and Good Luck. als Sig Mickelson
- 2006: Die Chaoscamper als Travis Gornicke
- 2006: Der Tintenfisch und der Wal als Bernhard Berkman
- 2007: Kaltes Blut – Auf den Spuren von Truman Capote als Alvin Dewey
- 2007: Die Regeln der Gewalt als Lewis
- 2008: Traitor als Carter
- 2009: Der göttliche Mister Faber als Arlen Faber
- 2009: Away We Go – Auf nach Irgendwo als Jerry Farlander
- 2009: State of Play – Stand der Dinge als Rep. George Fergus
- 2012: Looper als Abe
- 2014: Dumm und Dümmehr als Harry Dunne
- 2015: Der Marsianer – Rettet Mark Watney als NASA-Chef Teddy Sanders
- 2015: Steve Jobs als John Sculley
- 2016: Die Bestimmung – Allegiant als David
- 2017: Godless (Miniserie) als Frank Griffin
- 2018: The Looming Tower (Miniserie) als John O’Neill
- 2020: The Comey Rule als James Comey

Sam Neill
- 1993: Jurassic Park als Dr. Alan Grant
- 1997: Event Horizon – Am Rande des Universums als Dr. William Weir
- 1998: Der Pferdeflüsterer als Robert MacLean
- 2001: Jurassic Park III als Dr. Alan Grant
- 2005: Bermuda Dreieck – Tor zu einer anderen Zeit (Fernsehserie) als Eric Benerall
- 2009: Crusoe (Fernsehserie) als Jeremiah Blackthorn
- 2012: Alcatraz (Fernsehserie) als Emerson Hauser
- 2014–2015: Peaky Blinders – Gangs of Birmingham (Fernsehserie, 12 Folgen) als Chief Inspector / Major Chester Campbell
- 2015: Und dann gabs keines mehr als General John MacArthur
- 2017: Thor: Tag der Entscheidung als Odin-Schauspieler
- 2022: Jurassic World: Ein neues Zeitalter als Dr. Alan Grant
- 2022: Thor: Love and Thunder als Odin-Schauspieler

Hugo Weaving
- 2001: Der Herr der Ringe: Die Gefährten als Elrond
- 2002: Der Herr der Ringe: Die Zwei Türme als Elrond
- 2003: Der Herr der Ringe: Die Rückkehr des Königs  als Elrond
- 2012: Der Hobbit: Eine unerwartete Reise als Elrond
- 2014: Der Hobbit: Die Schlacht der fünf Heere als Elrond
- 2018: Mortal Engines: Krieg der Städte als Thaddeus Valentine
- 2018: Black 47 als Hannah
- 2018: Patrick Melrose als David Melrose (Fernsehserie)

Ed Harris
- 1989: Jacknife – Vom Leben betrogen als David „High School“ Flannigan
- 1996: The Rock – Fels der Entscheidung als Brig. General Francis X. Hummel
- 1998: Die Truman Show als Christof
- 1999: Das dritte Wunder als Frank Shore
- 2001: A Beautiful Mind – Genie und Wahnsinn als Parcher
- 2007: Das Vermächtnis des geheimen Buches als Mitch Wilkinson
- 2008: Appaloosa als Virgil Cole
- 2012: Touching Home als Charlie Winston
- 2013: Snowpiercer als Wilford
- 2015: Run All Night als Shawn Maguire
- seit 2017: Westworld als Mann in Schwarz / William

William Hurt
- 2016: The First Avenger: Civil War als Thaddeus Ross
- 2018: Avengers: Infinity War als Thaddeus Ross
- 2021: Black Widow als Thaddeus Ross

Martin Sheen
- 1970: Catch-22 – Der böse Trick als Lt. Dobbs
- 2021: Judas and the Black Messiah als J. Edgar Hoover

#### Filme
- 1950: Für Glenn Ford in Hölle am weißen Turm als Martin Ordway (2. Synchro)
- 1969: Für Giancarlo Giannini in Das Geheimnis von Santa Vittoria als Fabio
- 1979: Für Ken Wahl in The Wanderers – Terror in der Bronx als Richie Gennaro
- 1984: Für Vincent Sherman in Der Staranwalt von Manhattan als Harry Becker
- 1988: Für Ricardo Montalbán in Tödliche Grenze als Pablo Rodriguez
- 2009: Für Arliss Howard in Die Frau des Zeitreisenden als Richard DeTamble
- 2010: Für Ian McShane in Duell der Magier als Erzähler
- 2010: Für Joel Edgerton in Die Legende der Wächter als Eisenschnabel

#### Serien
- 1980: Für Dirk Benedict in Drei Engel für Charlie als John Barton
- 1981: Für Ron Silver in Boomer, der Streuner als Kolodny
- 1983: Für Tom Atkins in Serpico als Lt. Tom Sullivan
- 1983: Für Nicholas Pryor in Hart aber herzlich als Clint Reilly
- 1984: Für Royce D. Applegate in Hart aber herzlich als Billy Ray Thompson
- 1984–1986: Für Jan-Michael Vincent in Airwolf als Stringfellow „Huckleberry“ Hawke
- 1985–1987: Für Dack Rambo in Dallas als Jack Ewing
- 1988: Für Dack Rambo in Love Boat als Boyd Hughes
- 2003–2021: Für Mark Harmon in Navy CIS als Special Agent Leroy Jethro Gibbs
- 2015–2018, 2022: Für Michael McKean in Better Call Saul als Charles „Chuck“ McGill

## Hörspiele und Features
- 1958: Johan Fabricius: Kapitän Bontekoes Schiffsjungen (5 Folgen) – Regie: Ursula Horwitz (Hörspielbearbeitung, Kinderhörspiel – RIAS Berlin)
- 1979: Michael Koser: Professor Dr. Dr. Dr. Augustus van Dusen Sprecher verschiedener Charaktere in zahlreichen Folgen – Regie: Rainer Clute (Hörspiele – RIAS Berlin)
- 1986: Horst Bieber: Der Irrtum – Regie: Albrecht Surkau (Kriminalhörspiel – WDR)
- 1990: Julio Cortázar: Der Verfolger – Ein Stück Jazz – Regie: Christian Brückner (Hörspiel – SWF/WDR)
- 1994: Christian Hussel: Die Mühle auf dem Meeresgrund – Regie: Rainer Clute (Kinderhörspiel – DLR Berlin)
- 1996: Alfred Marquart: Sherlock Holmes und die Whitechapel-Morde (Dr. Watson) – Regie: Patrick Blank (Hörspiel – SWF)
- 2002: Peter Steinbach: Die wunderbare Welt des Jean-Henri Fabre – Regie: Marguerite Gateau (Hörspiel (12 Teile) – DLR)
- 2004: Michael Koser: Die Schule der Glücksritter oder Arsène Lupin trifft Al Capone – Regie: Renate Heitzmann (Hörspiel – DLR)
- 2004: Malte Jaspersen: Schnee auf Pflaumenblüte – Regie: Malte Jaspersen (Feature – RBB/NDR)
- 2006: Michel Vinaver: King – Regie: Ulrich Gerhardt – (Hörspiel – DKultur)
- 2011: Jörg Buttgereit: Green Frankenstein – Regie: Jörg Buttgereit – (Hörspiel – WDR)
- 2014: Andres Veiel: Das Himbeerreich – Regie: Ulrich Lampen (Hörspiel – RBB/HR)
- 2014: Hiromi Kawakami: Der Himmel ist blau, die Erde ist weiß oder: Die Mappe des Lehrers – Regie: Heike Tauch (Hörspiel – DKultur)
- 2014: Jochen Meißner: Das Auge liest mit – Regie. Jochen Meißner (Feature – SWR)
- 2015: Jochen Meißner: Wer Ohren hat zu lesen … Über stumme und sprechende Buchstaben. Eine Alphabetisierungskampagne – Regie: Jochen Meißner (Feature – SWR)
- 2021: Jörg Buttgereit: Satan was a Lady – Regie: Jörg Buttgereit – (Hörspiel – WDR)

## Auszeichnungen
- 2006 Deutscher Preis für Synchron in der Kategorie „herausragende männliche Synchronarbeit“ als Stimme von Choi Min-sik in Oldboy

## Quelle
- Thomas Bräutigam: Stars und ihre deutschen Stimmen. Lexikon der Synchronsprecher. Schüren Verlag, Berlin 2008, ISBN 3-89472-627-X.